# بارتون فينك
بارتون فينك (بالإنجليزية: Barton Fink)‏ هو فيلم أمريكي اُنتج عام 1991 في فترة الكوميديا السوداء والاثارة النفسية. هذا الفيلم كُتب وأُنتج وحُرر بتوجيه من الأخوين كوين. تدور أحداث الفيلم في عام 1941، ويقوم ببطولته جون تورتورو في دور البطولة ككاتب مسرحي شاب في مدينة نيويورك عُين لكتابة سيناريوهات لاستوديو أفلام في هوليوود، وجون جودمان في دور تشارلي ميدوز، بائع التأمين الذي يعيش في الجوار. أسفل فندق إيرل.
كتب كوينز سيناريو بارتون فينك في ثلاثة أسابيع بينما واجهوا صعوبة أثناء كتابة ميلر كروسينج. بدأوا تصوير الأول بعد وقت قصير من انتهاء سيناريو فيلم ميلرز كروسينج. ويتأثر الفيلم من أعمال العديد من المخرجين في وقت سابق، وخاصة رومان بولانسكي الصورة تنافر (1965) والمستأجر (1976).
عرض بارتون فينك العرض الأول في مهرجان كان السينمائي في مايو 1991. في اكتساح نادر، فاز بالسعفة الذهبية بالإضافة إلى جوائز أفضل مخرج وأفضل ممثل (تورتورو). على الرغم من أن الفيلم كان قنبلة شباك التذاكر، حيث بلغ إجمالي أرباحه 6 ملايين دولار مقابل ميزانيته البالغة 9 ملايين دولار، إلا أنه تلقى مراجعات إيجابية وتم ترشيحه لثلاث جوائز أكاديمية. تشمل الموضوعات البارزة لبارتون فينك عملية الكتابة؛ العبودية وظروف العمل في الصناعات الإبداعي؛ الفروق السطحية بين الثقافة العالية والثقافة المنخفضة؛ وعلاقة المثقفين بـ «الرجل العادي».
أدت العناصر المتنوعة للفيلم إلى تحدي الجهود المبذولة في تصنيف النوع، حيث يشار إلى العمل بشكل مختلف باسم فيلم نوار، وفيلم رعب، وفيلم روائي، وفيلم صديق. يحتوي على تلميحات أدبية وإيحاءات دينية مختلفة، بالإضافة إلى إشارات إلى العديد من الأشخاص والأحداث الواقعية - وعلى الأخص الكتابين كليفورد أوديتس وويليام فولكنر، إذ يعد كل بارتون فينك ومايهيو، على التوالي، تجسيدات خيالية للكاتبين. أثارت العديد من سمات رواية الفيلم، لا سيما صورة امرأة على الشاطئ تتكرر طوال الوقت، الكثير من التعليقات، حيث اعترف كوينز ببعض العناصر الرمزية المقصودة بينما نفى محاولة توصيل أي رسالة واحدة في الفيلم.

## الحبكة
في عام 1941، وافق الكاتب المسرحي الصاعد في برودواي بارتون فينك (تورتورو) على عقد من شركة كابيتول بكتشرز في هوليوود لكتابة سيناريوهات أفلام بألف دولار في الأسبوع. عند الانتقال إلى لوس أنجلوس، استقر فينك في فندق إيرل الرخيص. الزخرفة الوحيدة في غرفته هي لوحة صغيرة لامرأة على الشاطئ وذراعها مرفوعة لحجب الشمس. تم تعيين فينك لفيلم مصارعة من قبل رئيسه الجديد جاك ليبنيك (ليرنر)، لكنه يجد صعوبة في الكتابة عن موضوع غير مألوف. يشتت انتباهه بالأصوات القادمة من الغرفة المجاورة، وهو يتصل بالمكتب الأمامي للشكوى. جاره تشارلي ميدوز (غودمان) هو مصدر الضجيج ويزور فينك للاعتذار. وبينما هم يتحدثون، يعلن فينك عاطفته تجاه «الرجل العادي»، ويصف ميدوز حياته كبائع تأمين.

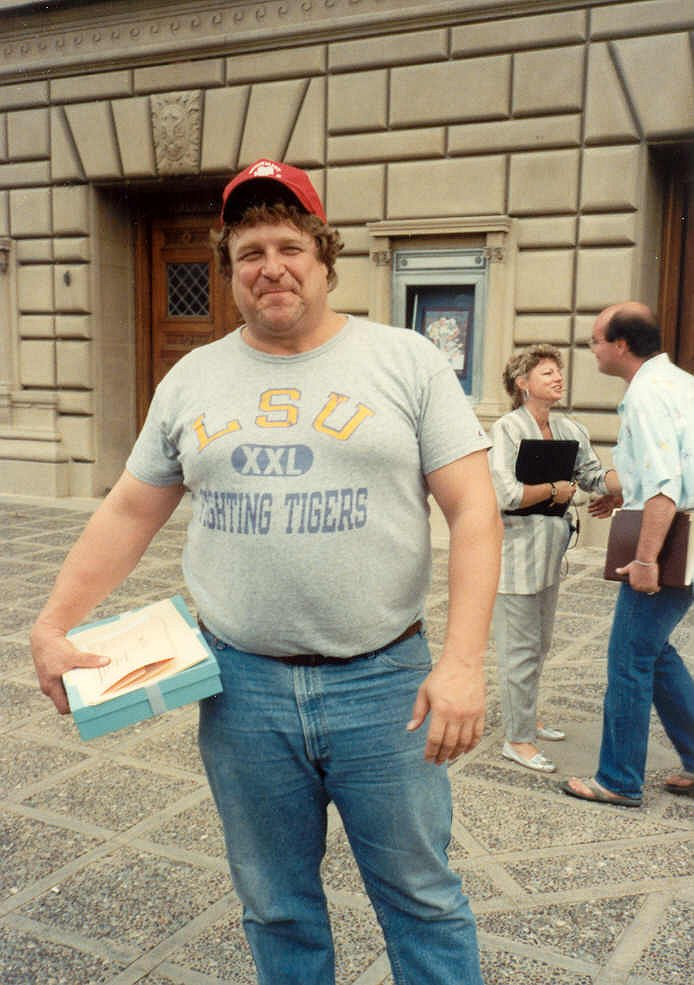
كتب الأخوان كوين دور تشارلي ميدوز للممثل جون جودمان، ويرجع ذلك جزئيًا إلى "الصورة الدافئة والودية التي يقدمها للمشاهد".

لا يزال فينك غير قادر على تجاوز الأسطر الأولى من نصه، ويستشير المنتج بن جيزلر (شلهوب) للحصول على المشورة. غاضبًا، أخذه جيزلر إلى الغداء وأمره باستشارة كاتب آخر للحصول على المساعدة. يلتقي فينك بالخطأ بالروائي دبليو بي مايهيو (ماهوني) في الحمام. يناقشون بإيجاز كتابة الأفلام ويرتبون اجتماعًا ثانيًا في وقت لاحق من اليوم. علم فينك لاحقًا من سكرتيرة مايهيو، أودري تايلور (ديفيس)، أن مايهيو يعاني من إدمان الكحول وأن تايلور جوست كتب معظم نصوصه. مع بقاء يوم واحد قبل لقائه مع ليبنيك لمناقشة الفيلم، هاتف فينك تايلور وطلب منها المساعدة. يزوره تايلور في إيرل ويمارسون الجنس. تستيقظ فينك في صباح اليوم التالي لتجد أن تايلور قد قُتل بعنف. مرعوبًا، استدعى ميدوز وطلب المساعدة. يتم صد المروج ولكنه يتخلص من الجسد ويأمر فينك بتجنب الاتصال بالشرطة.
بعد أن اجتمع فينك مع ليبنيك الداعمة بشكل غير عادي، أعلن ميدوز لفينك أنه ذاهب إلى نيويورك لعدة أيام، ويطلب منه مراقبة حزمة يتركها وراءه. بعد ذلك بفترة وجيزة، زار فينك اثنان من محققي الشرطة وأبلغوه أن اسم ميدوز الحقيقي هو كارل «مادمان» موندت. موندت هو قاتل متسلسل أسلوب عمله هو قطع رؤوس ضحاياه. صُدم فينك، وضع الصندوق على مكتبه دون فتحه وبدأ في الكتابة بحمى. ينتج فينك النص بالكامل في جلسة واحدة ويخرج لقضاء ليلة من الرقص الاحتفالي. يعود فينك ليجد المحققين في غرفته، الذين يبلغونه بقتل مايهيو ويتهمون فينك بالتواطؤ مع موندت.
عندما اندلعت النيران في الفندق فجأة، ظهر موندت وقتل المحققين ببندقية، وبعد ذلك ذكر أنه قام بزيارة والدي فينك وعمه في نيويورك. فينك يغادر الفندق الذي لا يزال يحترق حاملاً الصندوق والسيناريو الخاص به. بعد ذلك بوقت قصير، حاول الاتصال بأسرته، لكن لا يوجد رد. في لقاء أخير مع ليبنيك، انتقد نص فينك بأنه «فيلم فاكهي عن المعاناة»، وأُبلغ أنه سيبقى في لوس أنجلوس؛ على الرغم من أن فينك سيبقى متعاقدًا، إلا أن كابيتول بكتشرز لن تنتج أي شيء يكتبه حتى «يكبر قليلاً». فينك مذهولًا على الشاطئ ولا يزال يحمل العبوة. يلتقي بامرأة تشبه تلك الموجودة في الصورة على جداره في إيرل، وتسأل عن الصندوق. يقول لها إنه لا يعرف محتوياتها ولا من يملكها. ثم تفترض الوضع من الصورة.

## فريق التمثيل
- جون تورتورو بدور بارتون فينك
- جون غودمان مثل تشارلي ميدوز
- مايكل ليرنر بدور جاك ليبنيك
- جودي ديفيس بدور أودري تايلور
- جون ماهوني مثل دبليو بى مايهيو
- طوني شلهوب بدور بن جيزلر
- جون بوليتو دور لو بريز
- ستيف بوسكيمي بدور شيت
- ديفيد واريلو في دور جارلاند ستانفورد
- ريتشارد بورتنو كمحقق ماستريونوتي
- كريستوفر مورني بدور المخبر الألماني
- فرانسيس مكدورماند كممثلة مسرحية (غير معتمدة)

## إنتاج

### الخلفية والكتابة
في عام 1989، بدأ صانعا الأفلام جويل وإيثان كوين في كتابة السيناريو لفيلم صدر في النهاية باسم ميلرز كروسينج. أصبحت الخيوط العديدة للقصة معقدة، وبعد أربعة أشهر وجدوا أنفسهم ضائعين في هذه العملية. على الرغم من أن كتاب السير والنقاد أشاروا إليها لاحقًا على أنها كتلة الكاتب،  فقد رفض الأخوان كوين هذا الوصف. قال جويل في مقابلة عام 1991: «ليس الأمر حقًا أننا كنا نعاني من إعاقة الكاتب، لكن سرعة عملنا تباطأت، وكنا حريصين على الحصول على مسافة معينة من سيناريو فيلم ميلرز كروسينج». ذهبوا من لوس أنجلوس إلى نيويورك وبدأوا العمل في مشروع مختلف.

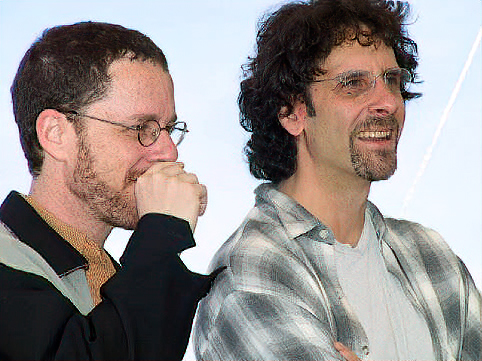
قال الأخوان كوين عن كتاب بارتون فينك : «لم نقم بأي بحث، في الواقع، على الإطلاق».

في غضون ثلاثة أسابيع، كتب كوينز سيناريو بعنوان دور مكتوب خصيصًا للممثل جون تورتورو، الذي كانوا يعملون معه على سيناريو فيلم ميلرز كروسينج . تم وضع فيلم بارتون فينك الجديد في فندق كبير يبدو أنه مهجور. كان هذا الإعداد، الذي أطلقوا عليه اسم فندق إيرل، قوة دافعة وراء قصة المشروع الجديد ومزاجه. أثناء تصوير فيلمهم بلود سيمبل عام 1984 في أوستن، تكساس، شاهد الزوجان فندقًا ترك انطباعًا كبيرًا: «اعتقدنا،» واو، موتيل هيل «كما تعلم، محكوم عليك بالعيش في أغرب فندق في العالم.» 
قالوا إن عملية الكتابة بالنسبة لبارتون فينك كانت سلسة، مما يشير إلى أن الراحة من الابتعاد عن سيناريو فيلم ميلرز كروسينج ربما كان حافزًا. كما شعروا بالرضا عن الشكل العام للقصة، مما ساعدهم على التحرك بسرعة خلال التكوين. «بعض الأفلام تأتي بالكامل في رأس المرء؛ لقد تجشأنا نوعًا ما بارتون فينك .»  أثناء الكتابة، ابتكر كوينز دورًا رائدًا ثانيًا مع وضع ممثل آخر في الاعتبار: جون جودمان، الذي ظهر في الكوميديا عام 1987 ريسينغ أريزونا. شخصيته الجديدة، تشارلي، كانت جار بارتون المجاور في الفندق الكهفي. حتى قبل الكتابة، عرف كوينز كيف ستنتهي القصة، وكتبوا خطاب تشارلي الأخير في بداية عملية الكتابة.
خدم النص غرضه التحويلي، ووضعه كوينز جانبًا: «لقد جرف بارتون فينك عقولنا وكنا قادرين على العودة وإنهاء سيناريو فيلم ميلرز كروسينج .»  بمجرد الانتهاء من إنتاج الفيلم الأول، بدأ كوينز في تعيين موظفين لتصوير فيلم بارتون فينك. تطلع تورتورو إلى لعب الدور الرئيسي، وقضى شهرًا مع كوينز في لوس أنجلوس لتنسيق وجهات النظر حول المشروع: «شعرت أنه يمكنني إحضار شيء أكثر إنسانية لبارتون. سمح لي جويل وإيثان بمساهمة معينة. حاولت أن أبتعد قليلاً مما توقعوا».
نظرًا لأنهم صمموا لوحات قصص مفصلة لبارتون فينك، بدأ كوينز في البحث عن مصور سينمائي جديد، منذ زميلهم باري سونينفيلد - الذين صوروا أول ثلاثة أفلام لهم - كان مشغولاً بأول إخراج له، عائلة أدامز . أعجب كوينز بعمل المصور السينمائي الإنجليزي روجر ديكنز، ولا سيما المشاهد الداخلية لفيلم ستورمي مونداي لعام 1988. بعد عرض أفلام أخرى كان قد عمل عليها (بما في ذلك سيد ونانسي وفيلم جزيرة باسكال)، أرسلوا سيناريو إلى يكيننو دعوه للانضمام إلى المشروع. نصح وكيله بعدم العمل مع كوينز، لكن ديكينز التقى بهم في مقهى في نوتينغ هيل وسرعان ما بدأوا العمل معًا في بارتون فينك.

### التصوير

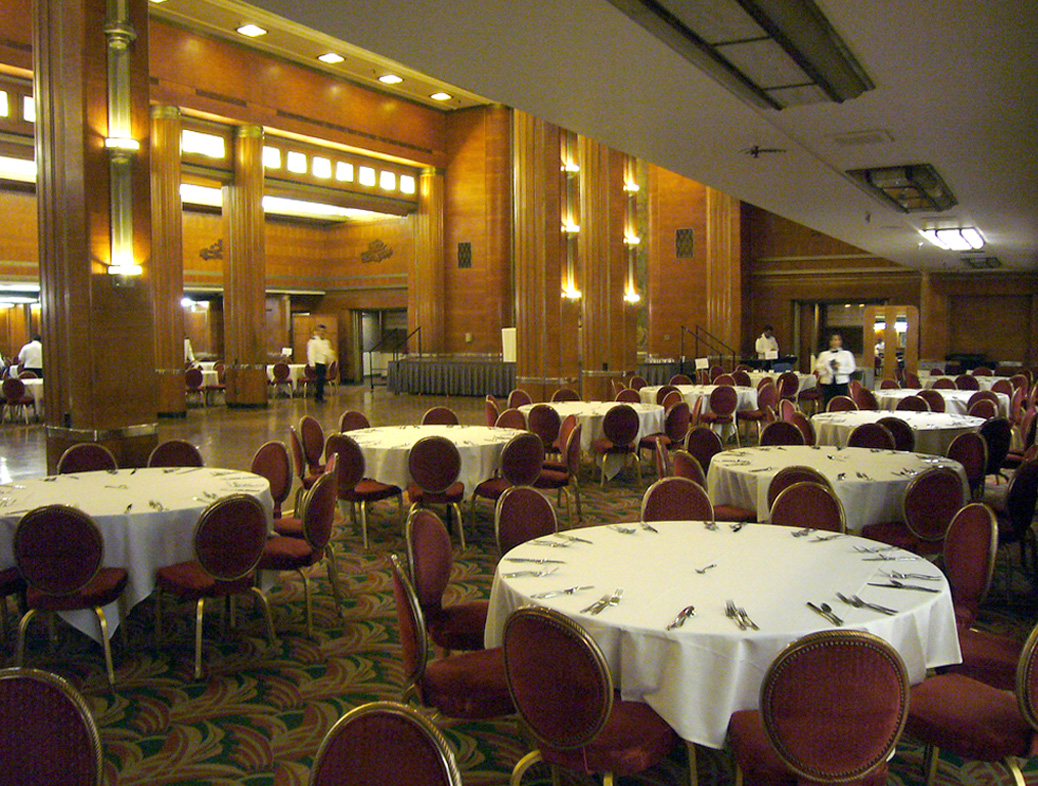
تم تصوير مشاهد المطعم في نيويورك في بداية بارتون فينك داخل سفينة المحيط RMS Queen Mary.

بدأ التصوير في يونيو 1990 واستغرق ثمانية أسابيع (ثالث وقت أقل من المطلوب بواسطة فيلم ميلرز كروسينج)، وكانت الميزانية النهائية التقديرية للفيلم 9 ملايين دولار أمريكي. عمل ذا كوينز جيدًا مع ديكينز، وقاموا بسهولة بترجمة أفكارهم لكل مشهد إلى فيلم. يتذكر جويل كوين لاحقًا: «كانت هناك لحظة واحدة فقط فاجأناه فيها». دعا مشهد ممتد إلى لقطة تتبع للخروج من غرفة النوم إلى حوض الصرف «ثقب التوصيل» في الحمام المجاور كرمز للجماع الجنسي. قال جويل: «كانت اللقطة ممتعة للغاية وقضينا وقتًا رائعًا في معرفة كيفية القيام بها». «بعد ذلك، في كل مرة نطلب فيها من روجر القيام بشيء صعب، كان يرفع حاجبه ويقول، 'لا تجعلني أتتبع أي ثقوب الآن.» 
أمضيت ثلاثة أسابيع من التصوير في فندق إيرل، وهو موقع صممه المدير الفني دينيس جاسنر. تطلبت ذروة الفيلم اندلاع حريق هائل في مدخل الفندق، والذي خطط الزوجان في الأصل لإضافته رقميًا في مرحلة ما بعد الإنتاج. عندما قرروا استخدام اللهب الحقيقي، قام الطاقم ببناء مجموعة بديلة كبيرة في حظيرة طائرات مهجورة في لونج بيتش. تم تركيب سلسلة من نفاثات الغاز خلف الرواق، وتم ثقب ورق الحائط لسهولة الاختراق. بينما كان غودمان يجري في الردهة، فتح رجل على ممر علوي كل طائرة، مما يعطي انطباعًا بأن النار تتسابق أمام تشارلي. كل لقطة يتطلب إعادة بناء الجهاز، والمدخل الثاني (بلا نار) وقفت على استعداد قريب لتصوير البيك اب طلقات بين يأخذ. تم تصوير المشهد الأخير بالقرب من شاطئ زوما، كما كانت صورة موجة ترتطم بصخرة.
قام آل كوينز بتحرير الفيلم بأنفسهم، كما هي عادتهم. أوضح جويل في عام 1996: «نحن نفضل نهجًا عمليًا، بدلاً من الجلوس بجانب شخص ما وإخباره بما يجب قطعه». بسبب قواعد العضوية في نقابات إنتاج الأفلام، يتعين عليهم استخدام اسم مستعار؛ يعود الفضل إلى «رودريك جاينز» في تحرير بارتون فينك. تمت إزالة عدد قليل فقط من المشاهد المصورة من المقطع النهائي، بما في ذلك مشهد انتقالي لإظهار حركة بارتون من نيويورك إلى هوليوود. (في الفيلم، يظهر هذا بشكل مبهم مع موجة تصطدم بصخرة.) كما تم تصوير العديد من المشاهد التي تمثل العمل في استوديوهات هوليوود، ولكن تم تحريرها لأنها كانت «تقليدية للغاية».

### ضبط
هناك تناقض حاد بين أماكن المعيشة في فينك والمناطق المحيطة بهوليوود المصقولة والبكر، وخاصة منزل جاك ليبنيك. كان الشعور المخيف والفارغ لسبب غير مفهوم لفندق إيرل محوريًا في مفهوم كوينز للفيلم. أوضح جويل في مقابلة عام 1991: «أردنا أسلوب آرت ديكو»، «ومكانًا كان ينهار بعد أن شهد أيامًا أفضل». غرفة بارتون مؤثثة بشكل قليل مع نافذتين كبيرتين تواجهان مبنى آخر. وصفت كوينز لاحقًا الفندق بأنه «سفينة أشباح تطفو على غير هدى، حيث تلاحظ علامات وجود ركاب آخرين، دون أن تضع عينيك على أي منهم». في الفيلم، أحذية السكان هي مؤشر على هذا الوجود غير المرئي. علامة أخرى نادرة لسكان آخرين هي الصوت من الغرف المجاورة. قال جويل: «يمكنك أن تتخيلها من قبل مسافرين تجاريين فاشلين، بحياة جنسية مثيرة للشفقة، يبكون وحدهم في غرفهم».
تعتبر الحرارة والرطوبة من العناصر المهمة الأخرى للإعداد. ورق الحائط في غرفة بارتون يتقشر ويتدلى؛ يواجه تشارلي نفس المشكلة ويعتقد أن الحرارة هي السبب. استخدم كوينز الألوان الخضراء والصفراء بشكل متحرّر في تصميم الفندق «للإيحاء بهالة من التعفن».
كان الهدف من جو الفندق هو التواصل مع شخصية تشارلي. كما أوضح جويل: «نيتنا، علاوة على ذلك، أن تكون وظيفة الفندق بمثابة مظهر خارجي للشخصية التي يؤديها جون جودمان. يقطر العرق من جبهته مثل الورقة التي تقشر الجدران. وفي النهاية، عندما يقول غودمان إنه سجين لحالته العقلية، وأن هذا مثل نوع من الجحيم، كان من الضروري أن يكون الفندق قد اقترح بالفعل شيئًا جهنميًا». كما يعكس تقشير ورق الحائط والمعجون الذي يتسرب من خلاله عدوى تشارلي المزمنة في الأذن والقيح الناتج.
عندما وصل بارتون لأول مرة إلى فندق إيرل، سأله عامل الاستقبال الودود شيت (ستيف بوسيمي) عما إذا كان «متحولًا أو مقيمًا» - عابر أو مقيم. يوضح بارتون أنه ليس متأكدًا ولكنه سيبقى «إلى أجل غير مسمى». يظهر الانقسام بين السكان الدائمين والضيوف عدة مرات، ولا سيما في شعار الفندق، «يوم أو عمر»، الذي يلاحظه بارتون على أدوات مكتب الغرفة. تعود هذه الفكرة في نهاية الفيلم، عندما وصف تشارلي بارتون بأنه «سائح بآلة كاتبة». قدم الناقد إيريكا رويل قدرته على مغادرة إيرل (بينما لا يزال تشارلي) كدليل على أن قصة بارتون تمثل عملية الكتابة نفسها. وتقول إن بارتون يمثل مؤلفًا قادرًا على ترك قصة، بينما لا تستطيع شخصيات مثل تشارلي.

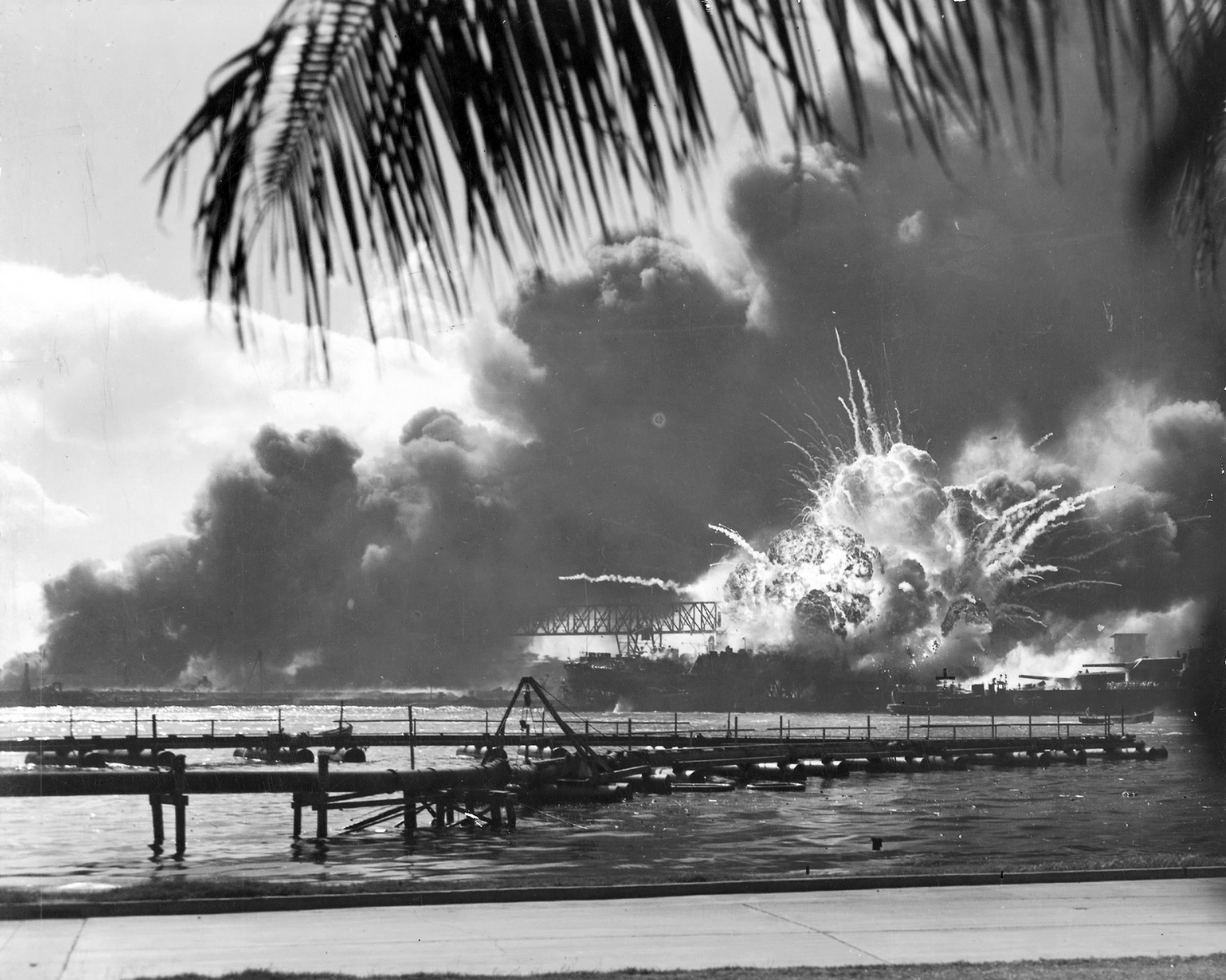
اختار كوينز تعيين بارتون فينك في وقت الهجوم على بيرل هاربور للإشارة إلى أن «العالم خارج الفندق كان يجد نفسه عشية نهاية العالم».

في المقابل، فإن مكاتب كابيتول بكتشرز ومنزل ليبنيك هي مكاتب نقية ومزينة ببذخ ومريحة للغاية. تغمر أشعة الشمس غرف الشركة، ويواجه مكتب بن جيزلر مجموعة غنية من النباتات. يلتقي بارتون مع ليبنيك في مشهد واحد بجانب حوض سباحة هائل نظيف. يردد هذا صدى موقعه كرئيس استوديو، حيث يوضح: «... لا يمكنك دائمًا أن تكون صادقًا، ليس مع أسماك القرش التي تسبح حول هذه المدينة ... إذا كنت صادقًا تمامًا، فلن أكون على بعد ميل من هذا المجمع - إلا إذا كنت أنظفها». في مكتبه، يعرض ليبنيك تذكارًا آخر لقوته: تماثيل أطلس، تيتان من الأساطير اليونانية الذي أعلن الحرب على آلهة جبل أوليمبوس وعوقب بشدة.
يشاهد بارتون الصحف اليومية من فيلم مصارعة آخر أنتجته شركة كابيتول بكتشرز ؛ التاريخ على اللوح هو 9 ديسمبر، بعد يومين من الهجوم على بيرل هاربور. في وقت لاحق، عندما احتفل بارتون بالسيناريو المكتمل بالرقص في عرض منظمات الخدمة المتحدة، كان محاطًا بالجنود. في ظهور ليبنيك التالي، كان يرتدي زي العقيد، وهو في الحقيقة زي من شركته. لم يدخل ليبنيك الجيش فعليًا ولكنه أعلن عن استعداده لمحاربة «الأوغاد الأصفر الصغار». في الأصل، كان لهذه اللحظة التاريخية بعد دخول الولايات المتحدة الحرب العالمية الثانية تأثير كبير على فندق إيرل. كما أوضح كوينز: «كنا نفكر في فندق حيث النزل من كبار السن، والمجنون، والمعاقين جسديًا، لأن جميع الآخرين قد غادروا للحرب. كلما تم تطوير النص، تم ترك هذا الموضوع وراءنا، لكنه قادنا، في البداية، إلى الاستقرار في تلك الفترة.» 

#### الصورة
الصورة في غرفة بارتون لامرأة على الشاطئ هي نقطة التركيز المركزية لكل من الشخصية والكاميرا. يفحصها كثيرًا أثناء تواجده في مكتبه، وبعد العثور على جثة أودري في سريره ذهب للوقوف بالقرب منها. تتكرر الصورة في نهاية الفيلم، عندما يلتقي بامرأة متطابقة المظهر على شاطئ متطابق، وتضرب في وضع مماثل. بعد مدح جمالها سألها: «هل أنت في صور؟» تحمر خجلا وردّت: «لا تكن سخيفا».
قرر كوينز في وقت مبكر من عملية الكتابة تضمين الصورة كعنصر أساسي في الغرفة. أوضح جويل لاحقًا: «نيتنا أن تكون الغرفة ذات زخرفة قليلة جدًا، وأن الجدران ستكون عارية وأن النوافذ لن تعرض أي منظر لأي اهتمام خاص. في الواقع، أردنا أن تكون هذه الصورة هي الفتحة الوحيدة على العالم الخارجي. بدا من المهم بالنسبة لنا خلق شعور بالعزلة».
في وقت لاحق من الفيلم، وضع بارتون في الإطار صورة صغيرة لتشارلي، مرتديًا بدلة فاخرة وحقيبة. يؤدي تجاور جاره في زي بائع تأمين وصورة الهروب للمرأة على الشاطئ إلى ارتباك الواقع والخيال بالنسبة لبارتون. يلاحظ الناقد مايكل دن: «لا يمكن للمشاهدين إلا أن يتساءلوا عن مدى حقيقة تشارلي. . . . في لقطة الفيلم النهائية ... يجب أن يتساءل المشاهدون عن مدى» حقيقية«[المرأة]. السؤال يقود الآخرين: ما مدى حقيقة فينك؟ ليبنيك؟ أودري؟ مايهيو؟ ما مدى واقعية الأفلام على أي حال؟» 
كانت أهمية الصورة موضوع تكهنات واسعة النطاق. قال ديسون هاو، المراجع في صحيفة واشنطن بوست، إنه على الرغم من تأثيره العاطفي، فإن المشهد الأخير «يبدو أشبه بضربة جزاء منها لكمة كودا ملفقة». في تحليلها لأفلام الأخوين كوين، تقترح رويل أن تثبيت بارتون على الصورة مثير للسخرية، مع الأخذ في الاعتبار مكانتها الثقافية المتدنية وادعاءاته تجاه الثقافة العالية (على الرغم من الخطب التي تناقض ذلك). وتشير كذلك إلى أن الكاميرا تركز على بارتون نفسه بقدر تركيزه على الصورة وهو يحدق بها. في مرحلة ما، تتحرك الكاميرا خلف بارتون لملء الإطار بالمرأة على الشاطئ. يظهر هذا التوتر بين وجهات النظر الموضوعية والذاتية مرة أخرى في نهاية الفيلم، عندما يجد بارتون نفسه - بمعنى ما - داخل الصورة.
الناقد إم كيث بوكر يصف المشهد الأخير بأنه «تعليق غامض على التمثيل والعلاقة بين الفن والواقع». يقترح أن الصور المتطابقة تشير إلى سخافة الفن الذي يعكس الحياة بشكل مباشر. الفيلم ينقل المرأة مباشرة من الفن إلى الواقع، مما يثير الارتباك لدى المشاهد ؛ يؤكد بوكر أن مثل هذا التصوير الحرفي يؤدي حتمًا إلى عدم اليقين.
لاحظ العديد من النقاد أن "قانون عدم التناقض"، وهي حلقة من المسلسل التلفزيوني فارجو الذي أنتجته كوين والمبنية على فيلمهم الذي يحمل نفس الاسم عام 1996، تحتوي على إشارة إلى الصورة، حيث تجلس الشخصية الرئيسية في الحلقة جلوريا على الشاطئ في لقطة و موقف مشابه للصورة. تمت مقارنة موضوعات الحلقة أيضًا بموضوعات بارتون فينك.

## النوع الأدبي
يشتهر كوينز بصنع أفلام تتحدى التصنيف البسيط. على الرغم من أنهم يشيرون إلى فيلمهم الأول، بلود سيمبل (1984)، كمثال مباشر نسبيًا للخيال البوليسي، كتب كوينز سيناريوهم التالي، ريسينغ أريزونا (1987)، دون محاولة ملاءمة نوع معين. قرروا كتابة فيلم كوميدي ولكنهم أضافوا عن قصد عناصر مظلمة لإنتاج ما يسميه إيثان «فيلم وحشي للغاية». عكس فيلمهم الثالث، فيلم ميلرز كروسينج (1990)، هذا الترتيب، مزجًا أجزاء من الكوميديا في فيلم جريمة. ومع ذلك، فإنه يفسد أيضًا هوية النوع الواحد باستخدام اصطلاحات من الميلودراما وقصص الحب والهجاء السياسي.
استمر هذا الاتجاه لخلط الأنواع وتكثف مع بارتون فينك (1991)؛ يصر كوينز على أن الفيلم «لا ينتمي إلى أي نوع». وقد وصفه إيثان بأنه «فيلم صديق في التسعينيات». يحتوي على عناصر من الكوميديا والفيلم الأسود والرعب، ولكن توجد فئات أفلام أخرى. أشار الممثل تورتورو إليها على أنها قصة قادمة من العمر،  بينما يصفها أستاذ الأدب ومحلل الأفلام آر. بارتون بالمر بأنها قصة روائية، مما يبرز أهمية تطور الشخصية الرئيسية للكاتب. يصف الناقد دونالد ليونز الفيلم بأنه «رؤية سريالية رجعية».
نظرًا لأنه يتقاطع مع الأنواع، ويقسم تجارب الشخصيات، ويقاوم دقة السرد المباشر، غالبًا ما يُعتبر بارتون فينك مثالًا على أفلام ما بعد الحداثة. في كتابه ما بعد الحداثة هوليوود، يقول بوكر إن الفيلم يصور الماضي بتقنية انطباعية، وليس بدقة دقيقة. ويشير إلى أن هذه التقنية «نموذجية لفيلم ما بعد الحداثة، الذي لا ينظر إلى الماضي على أنه عصور ما قبل التاريخ للحاضر ولكن كمستودع للصور يتم اقتحامها من أجل المواد». في تحليله لأفلام كوينز، أطلق بالمر على بارتون فينك لقب «نقش ما بعد الحداثة» الذي يفحص عن كثب كيف مثلت العصور الماضية نفسها. يقارنه بـ فيلم ذا آورز (2002)، فيلم عن فيرجينيا وولف وامرأتان قرأتا أعمالها. ويؤكد أن كلا الفيلمين، بعيدًا عن رفض أهمية الماضي، يضيفان إلى فهمنا له. يستشهد بالمنظرة الأدبية ليندا هوتشيون: إن نوع ما بعد الحداثة المعروض في هذه الأفلام «لا ينفي وجود الماضي ؛ إنه يتساءل عما إذا كان بإمكاننا معرفة ذلك الماضي بخلاف بقاياه النصية».
تسلط بعض العناصر في بارتون فينك الضوء على قشرة ما بعد الحداثة: فالكاتب غير قادر على حل تركيزه الحداثي على الثقافة العالية مع رغبة الاستوديو في إنتاج أفلام ذات ربح عالي. ينتج عن الاصطدام الناتج قوس قصة متصدع يرمز إلى ما بعد الحداثة. ومثال آخر هو أسلوب كوينز السينمائي. عندما يبدأ بارتون وأودري في ممارسة الحب، تتحرك الكاميرا بعيدًا إلى الحمام، ثم تتحرك نحو الحوض وأسفل المصرف. يسمي رويل هذا "تحديث ما بعد الحداثة" للصورة سيئة السمعة الموحية جنسيًا لقطار يدخل نفقًا، استخدمه المخرج ألفريد هيتشكوك في فيلمه " الشمال من خلال الشمال الغربي" (1959).

## أسلوب

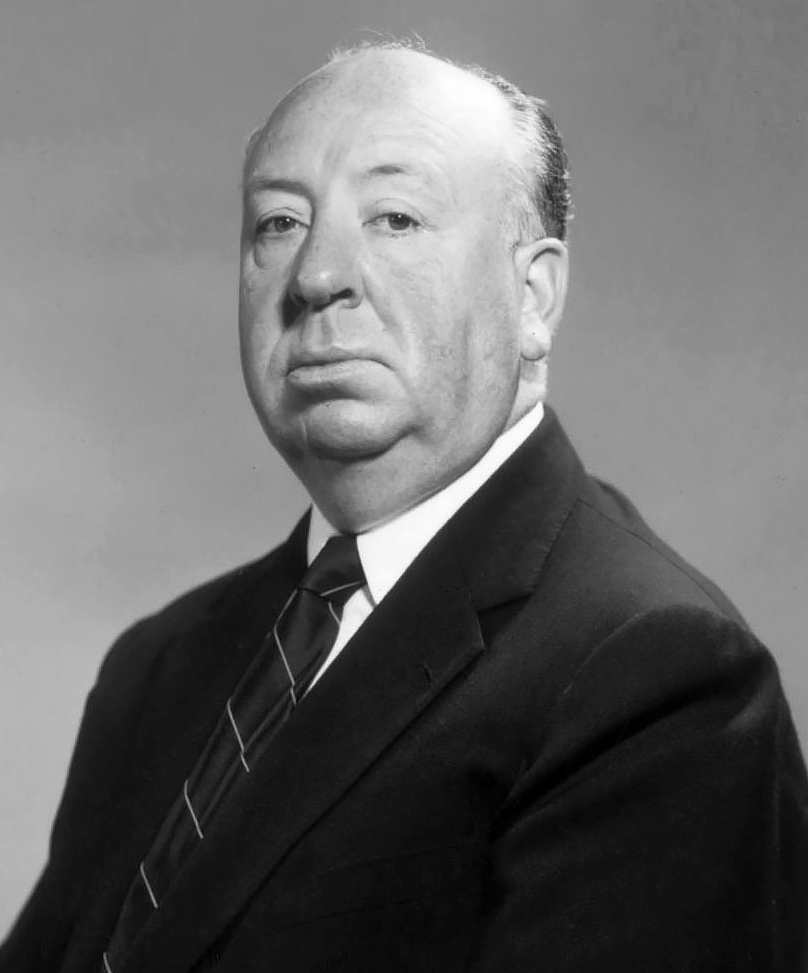
يظهر تأثير صانع الأفلام ألفريد هيتشكوك عدة مرات في الفيلم. في أحد المشاهد، تعكس نظارات بارتون مشهد مصارعة. هذا يردد صدى لقطة من فيلم هيتشكوك سيئة السمعة (1946).

يستخدم بارتون فينك العديد من الاصطلاحات الأسلوبية لإبراز الحالة المزاجية للقصة والتركيز البصري على موضوعات معينة. على سبيل المثال، تتدحرج اعتمادات الافتتاح على خلفية فندق إيرل، حيث تتحرك الكاميرا لأسفل. تكررت هذه الحركة عدة مرات في الفيلم، خاصة بعد ادعاء بارتون أن وظيفته هي «شق الأعماق» أثناء الكتابة. تواصل تجاربه الأولى في فندق إيرل هذا المجاز؛ يخرج الجرس شيت من تحت الأرض حاملاً حذاء (يفترض أنه كان يصقله) مما يشير إلى أن النشاط الحقيقي يقع تحت الأرض. على الرغم من أن أرضية بارتون من المفترض أن تكون ستة طوابق فوق الردهة، إلا أن الجزء الداخلي للمصعد يظهر فقط أثناء هبوطه. هذه العناصر - مصحوبًا بالعديد من الوقفات الدرامية والحوار السريالي والتهديدات الضمنية بالعنف - خلق جو من التوتر الشديد. وأوضح كوينز أن «الفيلم بأكمله كان من المفترض أن يشعر بأنه وشيك الموت أو الكارثة. وأردنا بالتأكيد أن ينتهي الأمر بشعور مرعب».
أسلوب بارتون فينك مثير للذكريات أيضًا - وممثل - من أفلام الثلاثينيات والأربعينيات. كما يشير الناقد مايكل دن: «معطف فينك الثقيل، قبعته، بدلاته الداكنة الباهتة تأتي بشكل واقعي من الثلاثينيات، لكنها تأتي أكثر من أفلام الثلاثينيات.»  يعكس أسلوب فندق إيرل وجو المشاهد المختلفة أيضًا تأثير صناعة الأفلام قبل الحرب العالمية الثانية. حتى الملابس الداخلية لتشارلي تتطابق مع تلك التي كان يرتديها بطل الفيلم جاك أوكي. في الوقت نفسه، تمثل تقنيات الكاميرا المستخدمة من قبل كوينز في بارتون فينك مزيجًا من الكلاسيكية والأصلية. تميّز لقطات التعقب الدقيقة واللقطات المقرّبة الفيلم على أنه منتج من أواخر القرن العشرين.
منذ البداية، يتحرك الفيلم باستمرار بين نظرة بارتون الذاتية للعالم والأخرى الموضوعية. بعد انتهاء الاعتمادات الافتتاحية، انتقلت الكاميرا إلى بارتون، تراقب نهاية مسرحية. سرعان ما نرى الجمهور من وجهة نظره يهتف له بشدة. بينما يمشي إلى الأمام، يدخل في اللقطة ويعود المشاهد إلى وجهة نظر موضوعية. يعود هذا التشويش للذات والموضوعية في المشهد الأخير.
تتزامن وجهة النظر المتغيرة مع موضوع الفيلم: صناعة الأفلام. يبدأ الفيلم بنهاية مسرحية، وتستكشف القصة عملية الخلق. تم التأكيد على هذا النهج الماورائي من خلال تركيز الكاميرا في المشهد الأول على بارتون (الذي يتكلم بالكلمات التي نطق بها الممثلون خارج الشاشة)، وليس في المسرحية التي يشاهدها. كما تقول رويل: «مع أننا نستمع إلى مشهد، نشاهد مشهدًا آخر. . . . يُظهر الفصل بين الصوت والصورة انقسامًا حاسمًا بين» رأيين«للحيلة: العالم الذي خلقه البطل (مسرحيته) والعالم خارجه (ما يدخل في إنشاء الأداء)».
يستخدم الفيلم أيضًا العديد من تقنيات الإنذار. للدلالة على المحتويات المحتملة للحزمة التي يتركها تشارلي مع بارتون، تظهر كلمة «رأس» 60 مرة في السيناريو الأصلي. في إيماءة قاتمة للأحداث اللاحقة، يصف تشارلي موقفه الإيجابي تجاه «وظيفته» في بيع التأمين: «الحريق والسرقة والخسائر ليست أشياء تحدث إلا للآخرين».

### رمزية
لقد كتب الكثير عن المعاني الرمزية لبارتون فينك . يقترح رويل أنه «تضخم رأس رمزي للأفكار التي تؤدي جميعها إلى الفنان». دفع قرب المشهد الجنسي من مقتل أودري ليونز إلى الإصرار: «الجنس في بارتون فينك هو الموت». اقترح آخرون أن النصف الثاني من الفيلم عبارة عن تسلسل أحلام ممتد.
الإيحاءات المثلية لعلاقة بارتون مع تشارلي ليست غير مقصودة. على الرغم من أن أحد المحققين يطلب معرفة ما إذا كان لديهم «شيء جنسي مريض»، إلا أن علاقتهم الحميمة يتم تقديمها على أنها ليست منحرفة، ومغطاة في أعراف الجنس السائد. على سبيل المثال، تأتي أول محاولة ودية لشارلي تجاه جاره في شكل خط استقبال قياسي: «سأشعر بتحسن تجاه الإزعاج اللعين إذا سمحت لي بشراء مشروب لك». مشهد المصارعة بين بارتون وتشارلي يُستشهد به أيضًا كمثال على المودة المثلية. قال جويل كوين في عام 2001 «نعتبر ذلك مشهدًا جنسيًا».

### الصوت والموسيقى
العديد من المؤثرات الصوتية في بارتون فينك مليئة بالمعاني. على سبيل المثال، يتم استدعاء بارتون بواسطة جرس أثناء تناول الطعام في مدينة نيويورك ؛ صوتها خفيف وممتع. على النقيض من ذلك، دق الجرس المخيف لقرع فندق إيرل بلا نهاية عبر الردهة، حتى أسكته شيت. تنبعث من الغرف القريبة من الفندق جوقة مستمرة من الصيحات الحلقية، والأنين، والأصوات المتنوعة غير المحددة. تتطابق هذه الأصوات مع حالة بارتون العقلية المرتبكة وتتخلل ادعاء تشارلي القائل «إنني أسمع كل ما يدور في مكب النفايات هذا». التصفيق في المشهد الأول ينذر بتوتر تحرك بارتون غربًا، مختلطًا كما هو الحال مع صوت موجة المحيط المتلاطمة. - صورة تظهر على الشاشة بعد ذلك بوقت قصير.

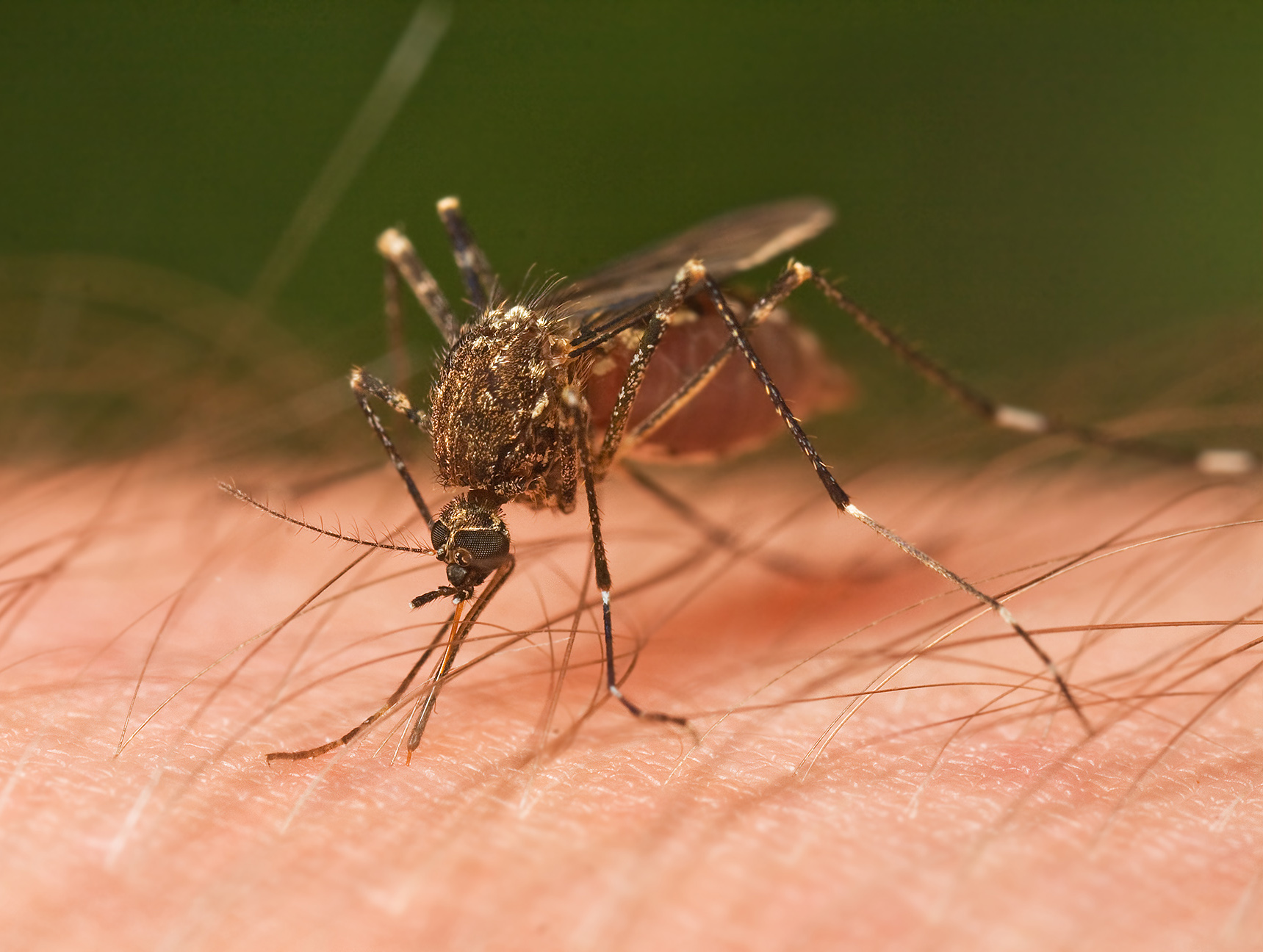
تم الاتصال بالأخوين كوين من قبل "الجمعية الأمريكية لمنع القسوة ضد الحيوانات" قبل بدء التصوير. "لقد حصلوا على نسخة من النص وأرادوا أن يعرفوا كيف سنتعامل مع البعوض. أنا لا أمزح. "

صوت رمزي آخر هو طنين البعوض. على الرغم من أن منتجه يصر على أن هذه الطفيليات لا تعيش في لوس أنجلوس (بما أن «البعوض يتكاثر في المستنقعات، هذه صحراء» )، فإن صوتها المميز يُسمع بوضوح عندما يشاهد بارتون دائرة حشرة في غرفته بالفندق. في وقت لاحق، وصل إلى اجتماعات مع لدغات البعوض على وجهه. تظهر الحشرة أيضًا بشكل بارز في الكشف عن موت أودري ؛ يصفع بارتون بعوضة تتغذى على جثتها ويدرك فجأة أنها قُتلت. يتردد صدى صوت البعوض العالي في الأوتار العالية المستخدمة في نتيجة الفيلم. أثناء التصوير، اتصلت مجموعة حقوق الحيوان بالكوينز التي أعربت عن قلقها بشأن كيفية معاملة البعوض.
تم تأليف النتيجة من قبل كارتر بورويل، الذي عمل مع كوينز منذ فيلمهم الأول. على عكس المشاريع السابقة، مع ذلك - اللحن الشعبي الأيرلندي المستخدم في سيناريو فيلم ميلرز كروسينج وأغنية شعبية أمريكية كأساس لـ رايزنج آريزونا - كتب بورويل الموسيقى لبارتون فينك بدون إلهام محدد. تم إصدار النتيجة في عام 1996 على قرص مضغوط، بالإضافة إلى النتيجة الخاصة بفيلم فارغو (1996).
العديد من الأغاني المستخدمة في الفيلم محملة بالمعاني. في مرحلة ما، يتعثر مايهيو بعيدًا عن بارتون وأودري، في حالة سكر. وبينما كان يتجول، كان يصيح بالأغنية الشعبية «أولد بلاك جو» (1853). من تأليف ستيفن فوستر، يروي الفيلم قصة عبد مسن يستعد للانضمام إلى أصدقائه في «أرض أفضل». يتزامن تسليم مايهيو للأغنية مع حالته كموظف مضطهد في كابيتول بكتشرز، وهو ينذر بوضع بارتون في نهاية الفيلم.
عندما ينتهي من كتابة السيناريو الخاص به، يحتفل بارتون بالرقص في عرض منظمات الخدمة المتحدة. الأغنية المستخدمة في هذا المشهد هي أداء أغنية «اجتماع مخيم داون ساوث»، وهي نغمة متأرجحة. تقول كلماتها (غير مسموعة في الفيلم): «أغنية جيت ريدي/ ها هم! الجوقة جاهزة». هذه السطور تحاكي عنوان مسرحية بارتون، فرقة باير روند. مع اندلاع الاحتفال في المشاجرة، تزداد شدة الموسيقى، وتقترب الكاميرا من التجويف الكهفي للبوق. يعكس هذا التسلسل تكبير الكاميرا إلى حوض استنزاف قبل مقتل أودري في وقت سابق من الفيلم.

### كليفورد أوديتس

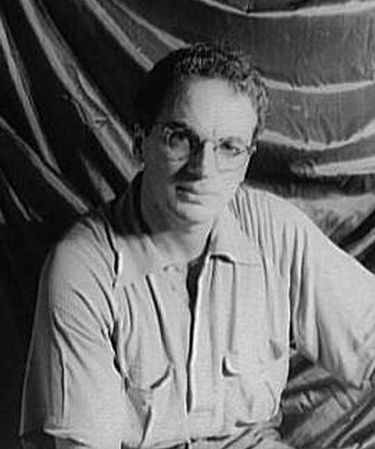
تشابه كليفورد أوديتس مع الممثل جون تورتورو "مذهل"، حسب الناقد آر. بارتون بالمر.

### وليام فولكنر

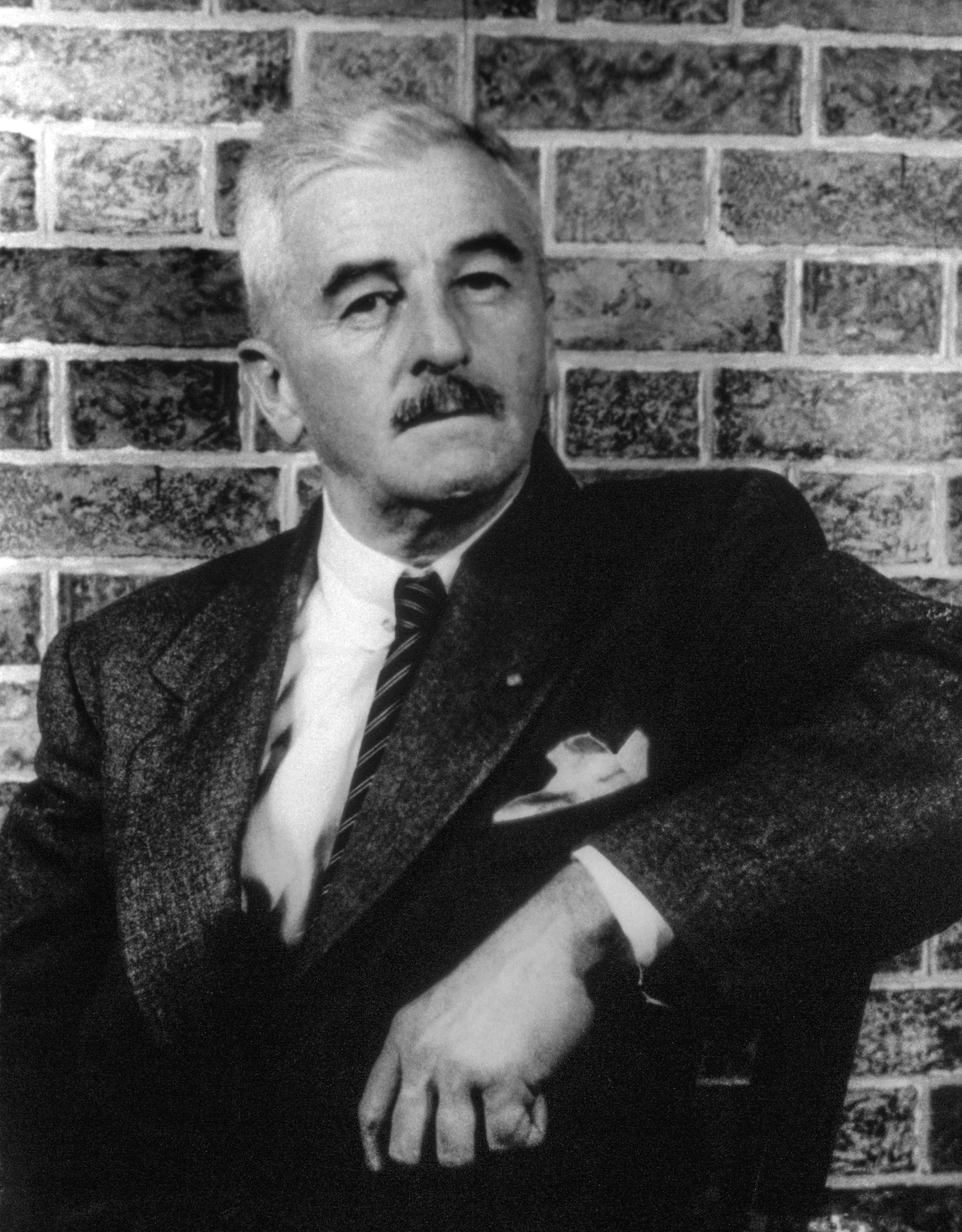
تم اختيار الممثل جون ماهوني لجزء من دبليو بي مايهيو «بسبب تشابهه مع William Faulkner» (في الصورة).

### برودواي وهوليوود

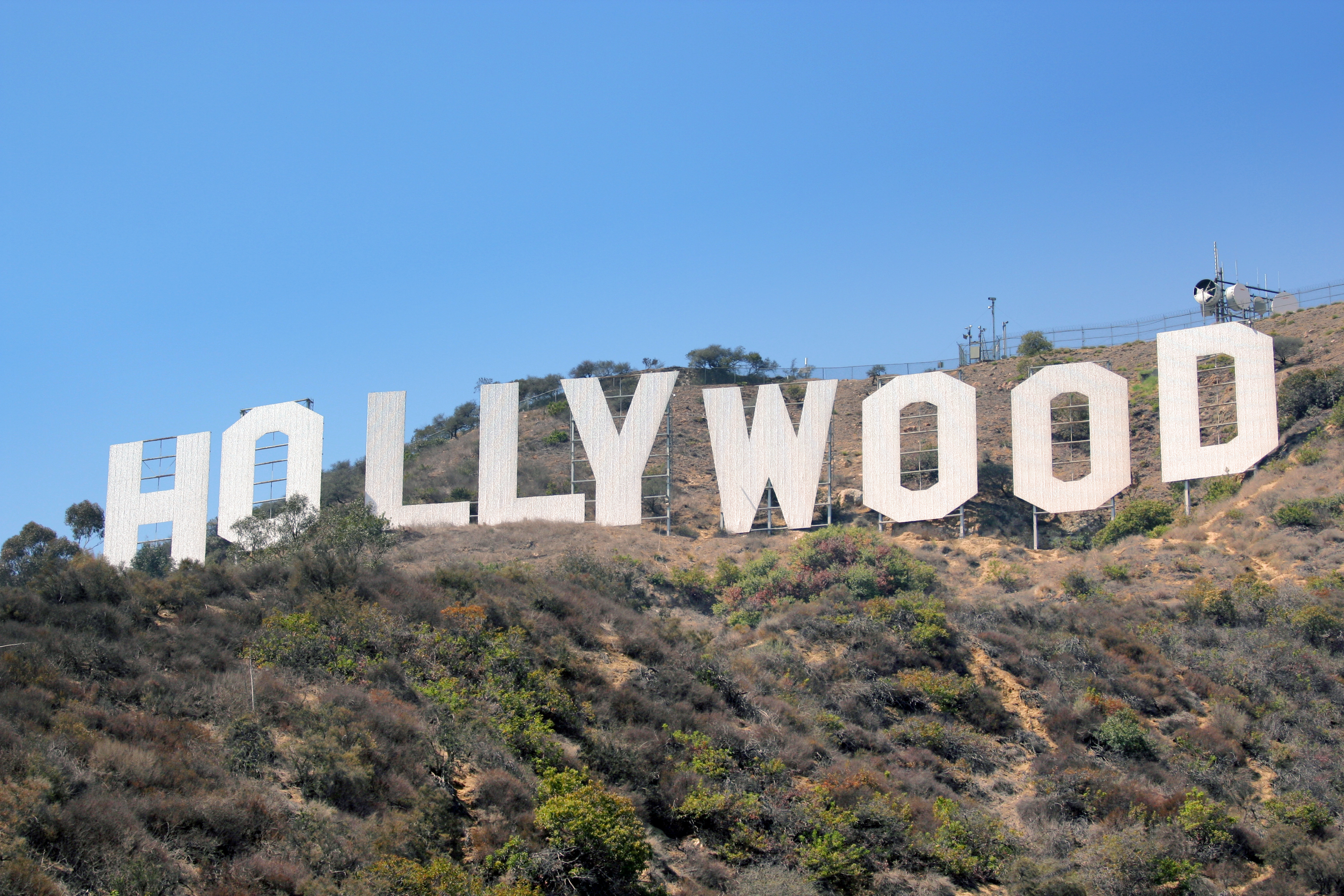
توضح هوليوود في الفيلم أشكالًا عديدة لما تصفه الكاتبة نانسي لين شوارتز بأنها «أشكال من التلاعب الاقتصادي والنفسي المستخدمة للاحتفاظ بالسيطرة المطلقة».